# مجیک (کمیک)
مجیک (به انگلیسی: Magik) با نام اصلی ایلیانا نیکولایْونا راسپوتین، یک شخصیت خیالی ابرقهرمان در کتاب‌های کامیک آمریکایی منتشر شده توسط مارول کامیکس است، که اغلب با گروه مردان ایکس مرتبط است. شخصیت مجیک توسط نویسنده لن وین و طراح دیو کاکرام خلق شده است؛ که برای نخستین بار در شمارهٔ ۱ از مجموعه جاینت سایز اکس-من (مه ۱۹۷۵) حضور پیدا کرد. ایلیانا در مزرعه‌ای واقع در اتحاد جماهیر شوروی، در نزدیکی دریاچه بایکال، در سیبری به دنیا آمده است. او خواهر کوچکتر شخصیت ابرقهرمان کلوسوس و شخصیت ابرشرور میخائیل راسپوتین است. او عضو یکی از زیرشاخه‌های بشریت با نام جهش‌یافته‌ها به‌شمار می‌رود که با توانایی‌های ابرانسانی از جمله دورنوردی به دنیا آمده است. او همچنین ساحره‌ای توانا محسوب می‌شود و قادر به استفاده و به‌کارگیری از سحر و جادو است.
آنیا تیلور-جوی در فیلم جهش‌یافته‌های جدید (۲۰۲۰) به کارگردانی جاش بون وظیفه بازی در این نقش را بر عهده دارد.

## پیش از زمان ایلیانا
بیش از ۱۰۰ سال پیش پاتریارک وراثت خاندان راسپوتین، گریگوری راسپوتین افسانه‌ای اولین شخصی محسوب می‌شد که با سینیستر مواجه شد و احتمالاً آن دو با یکدیگر متحد شدند. پس از این مواجه، خاندان راسپوتین دیگر هرگز به مانند قبل نشدند. هنگامی که گریگوری جوان‌تر بود و دقیقاً در دوران پیدایش قدرت‌های جهش‌یافته‌ای خود قرار داشت، سینیستر به او پیشنهادی داد که نمی‌توانست رد کند. سینیستر یا مرد رنگ‌پریده، عنوانی که گریگوری به او اشاره داشت، به او پیشنهاد فرصتی برای ایجاد وراثت خاندانش را بوسیلهٔ دی‌ان‌ای او فراهم ساخت که منجر به خلق نژاد ابرانسانی می‌شد. جواب گریگوری به سینیستر مشخص بود، او نه تنها یک جهش‌یافته بود بلکه یکی از قدرتمندترین آن‌ها محسوب می‌شد و بر اساس زمانی یکی از چندین جهش‌یافته‌های نخستین به‌شمار می‌رفت. چنین شد که گریگوری موافقت کرد و سینیستر نیز بلافاصله دست به کار شد.
سینیستر در قدم نخست به دنبال زنانی مشابه با گریگوری، جهش‌یافته‌هایی دارای قدرت‌های ویژه می‌گشت. او حدود ۱۵ الی ۲۰ زن را پیدا نمود و توسط آزمایش، ژن‌های آن‌ها را با ژن‌های گریگوری تطابق داد. سینیستر این امتحان را بر روی نوزادان پیش از تولد زیادی آزمایش کرد که بسیاری از آن‌ها در این فرایند جانشان را از دست دادند. در این بین یک زن به نام النا، بیشترین تطابق را با گریگوری داشت. هنگامی که سینیستر متوجه شد این دو نفر قادر خواهند بود او را به هدف دلخواهش برسانند، تصمیم گرفت آن‌ها را با یکدیگر آشنا کند. بلافاصله پس از ملاقات، این دو نفر با یکدیگر ازدواج کردند. اِلنا قرار بود برای گریگوری ارتشی از فرزندان ابرانسانی را به دنیا آورد. تولد نخستین نوزاد النا، سر آغاز خاندان قدرتمندی از جهش‌یافته‌ها شد که در نهایت منجربه تولد ایلیانا نیکولایْونا راسپوتین شد.

### زندگینامه ساختگی شخصیت
نیکولای راسپوتین و الکساندرا راسپوتین دارای سه فرزند بودند، دو پسر به نام‌های میخائیل و پیوتر، و کوچک‌ترین آن‌ها یک دختر به نام ایلیانا بود. زمانی که ایلیانا متولد شد، میخائیل فردی بالغ محسوب می‌شد. میخائیل آرزوهایی بلندپروازانه داشت و زندگی فراتر از یک کشاورز در سر داشت به همین منظور تبدیل به یک فضانورد گردید و برای دولت روسیه مشغول به کار شد. در نتیجه این امر ایلیانا هرگز فرصتی برای دیدار با برادر بزرگش پیدا نکرد.

## توانایی‌ها و قدرت‌ها
ایلیانا راسپوتین جهش‌یافته‌ای با توانایی ایجاد و کنترل دورنوردی خود و دیگران در فضازمان و از مکانی به مکان دیگر بر روی فضایی به شکل دیسک است. این حلقه‌های زرد رنگ و درخشان برای او قدرت دورنوردی را فراهم می‌سازند. بر خلاف دیگر شخصیت‌ها با قابلیت جابه‌جایی ماده در فضای غیرمادی در دنیای مارول، او قادر به انتقال لحظات، روزها یا حتی سَده‌ها به گذشته و آینده است. تنها محدودیت در قدرت دورنوردی ایلیانا، نیاز او برای استفاده و توقف در دوزخ به عنوان نقطه میان راه (وسط مسیر)، قبل از رسیدن به مقصد نهایی است.
در نتیجه مدت زمانی که ایلیانا مجبور شد در دوزخ سپری کند، به‌طور پایدار هم از لحاظ جسمی و هم روحی دستخوش تغییر گردید. او در مجموع شش سال را در دوزخ سپری کرد و در این مدت مهارت‌ها و توانایی‌های ارزشمندی همچون جادو را که توسط استادهای مختلفی به او آموزش داده شد فرا گرفت. این آموزش‌ها به او در تبدیل شدن به جادوگر اعظم و فرمانروای آینده دوزخ کمک شایان نمود. او در طی اولین سال خود در دوزخ، به عنوان شاگرد نسخه واقعیت جایگزین شخصیت استورم (اورورو مونرو) شد. اورورو متأسفانه در دوزخ گرفتار شده بود و توانایی کنترل آب‌وهوا خود را از دست داده بود، ولی در عوض تبدیل به جادوگری قدرتمند در استفاده از سحر و جادوی سفید شده بود. ایلیانا جادوی سفید را از استورم فرا گرفت (معمولاً هدف اصلی از استفاده جادوی سفید در ازای آسیب رساندن به افراد، نقطه مقابل آن یعنی کمک به دیگران است). او سپس جادوی سیاه را از بلاسکو فرا گرفت و به تمام دانش او در زمینه جادوگری دسترسی پیدا کرد. جادوی ایلیانا ترکیب بی‌نظیر و منحصر به فردی متشکل از جادوی سیاه، که از بلاسکو آموخته بود و جادوی سفید که از شخصیت واقعیت جایگزین اورورو مونرو فرا گرفته بود. او از وسعت بالایی از قدرت‌های جادویی برخوردار است و با شخصیت‌های قدرتمندی در این زمینه همچون بابا یاگا، انچنترس، دمگاه و مارپیچ به مبارزه پرداخته است.
ایلیانا در طول اسارت در دوزخ شمشیری ساخته شده از روحش با عنوان سول‌سورد خلق کرد. او هر بار که از شمشیر سول‌سورد خود استفاده می‌کند زره عجیبی بر روی بدنش ظاهر می‌شود، زره‌ای که در ابتدا تنها یک شانه و یک دست او را فرا می‌گرفت.